# Nowoazowsk
Nowoazowsk (ukr. Новоазовськ) – miasto na Ukrainie w obwodzie donieckim. Do 2020 roku siedziba władz rejonu nowoazowskiego.

## Historia
W 1966 r. osada typu miejskiego stała miastem. W latach 2014–2022 roku znajdowało się pod kontrolą Donieckiej Republiki Ludowej. W 2022 roku jednostronnie anektowane przez Rosję.

## Demografia
- 1989 – 12 988[4][6]
- 2013 – 11 760[7]
- 2014 – 11 740[1]